# Emsland

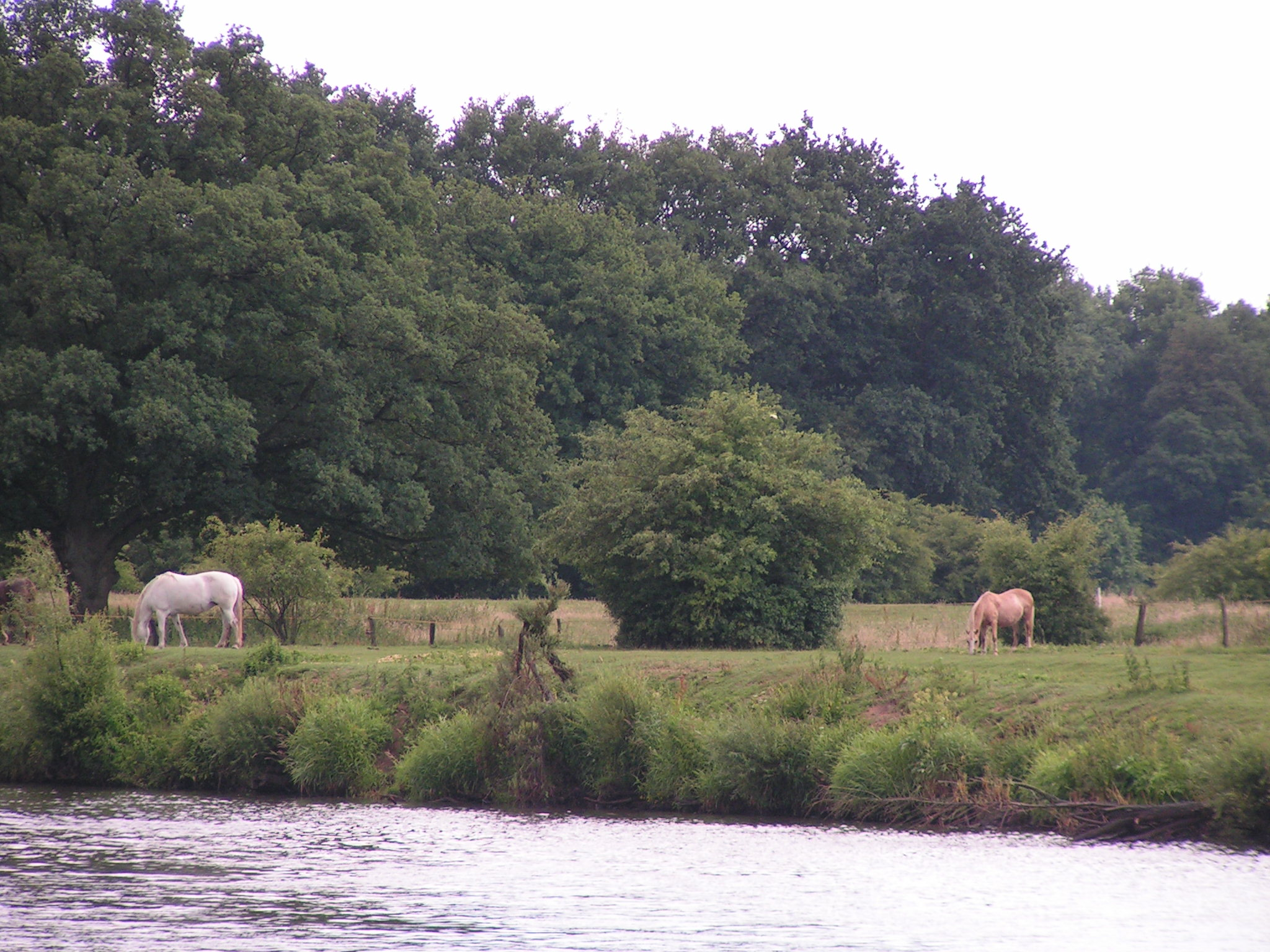
Ländliche Kulturlandschaft an der Ems bei Haren

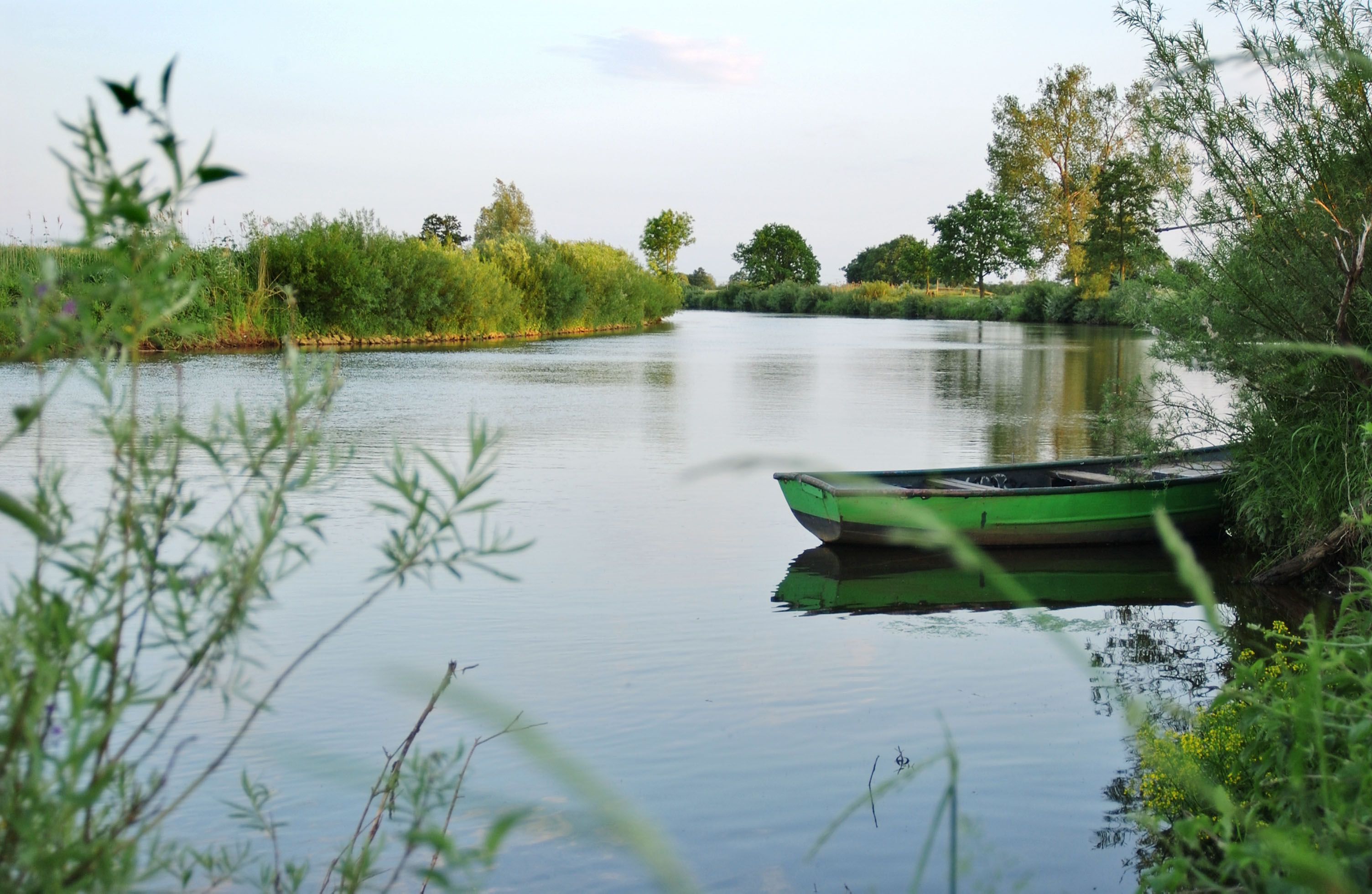
Idyllisches Emsufer

Das Emsland trägt seinen Namen als „Land an der Ems“ von der Quelle in Westfalen bis zur Mündung in die Nordsee und als Landschaftsbezeichnung einer Region am Mittellauf der Ems im westlichen Niedersachsen und im nordwestlichen Nordrhein-Westfalen. Eine wenig verbreitete Definition für die Region geht vom Flussverlauf aus und umfasst die heutigen niedersächsischen Landkreise Emsland und Grafschaft Bentheim, zusammen auch als hannoversches Emsland bezeichnet, sowie den westfälischen Kreis Steinfurt, auch als westfälisches Emsland bezeichnet. In der Regel identifiziert man heute den Begriff Emsland aber mit dem gleichnamigen Landkreis. Früher wurden sogar nur die nördlichen zwei Drittel des heutigen Landkreises als Emsland bezeichnet, also die im Alten Reich zu Niedermünster gehörenden Gebiete, wobei vor allem im Osten das Emsland i. e. S. und den Hümmling geteilt wurde. Beide Landschaftsteile sind durch (ehemalige) Moorgebiete, eine unterschiedliche Bodenstruktur und (früher) unterschiedliche politisch-soziale Verhältnisse voneinander geteilt. Der Süden des heutigen Landkreises wurde als Linger Land oder Niederlingen bezeichnet.
Im kulturellen und historischen Sinn zeichnet sich das Emsland durch ein Wechselspiel katholischer Prägung aus Münster und niederländischen Einflüssen aus, die nicht zuletzt in Hof- und Flurnamen ihren Niederschlag gefunden haben.

## Geschichte

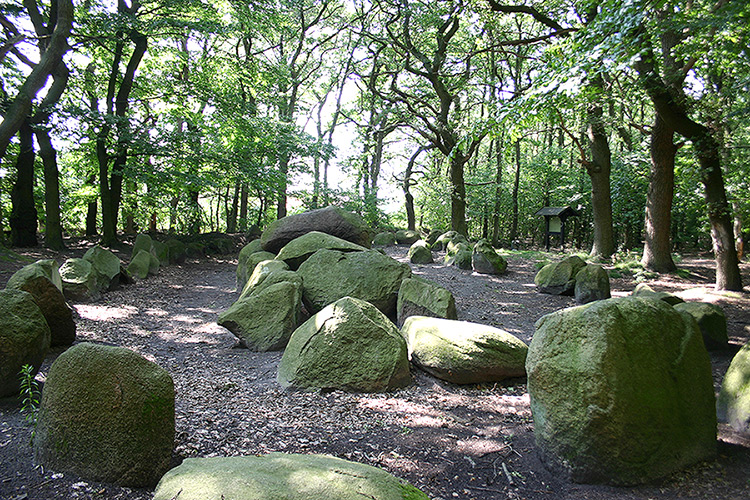
Hünengrab im Emsland

Die Region wurde nach der letzten Eiszeit, in der hier zunächst Jäger und Sammler lebten, etwa um 4000 v. Chr. von der Trichterbecherkultur in den Ackerbausektor Nord-Mitteleuropas einbezogen. Ab 3500 v. Chr. entstanden die hier besonders zahlreich erhalten gebliebenen Megalithanlagen. Aus der Bronze- und Eisenzeit sind ebenfalls zahlreiche Relikte überkommen.
Eine germanische Besiedlung des Emslandes ist seit dem 2. Jahrtausend vor der Zeitenwende anzunehmen. Zur Zeit des Kaisers Augustus erwähnen römische Quellen die nach der Ems (lat. Amisia) benannten Ampsivari. Nach der Mitte des 1. Jahrhunderts wurden sie jedoch von den östlich benachbarten Chauken vertrieben und sind danach als eigenständiger Stammesverband nicht mehr nachzuweisen. Karl der Große unterwarf das Emsland als Teil des Stammesherzogtums Sachsen in den Sachsenkriegen.
Im Sinne der Gliederung des frühmittelalterlichen Stammesgebiets der Sachsen und der Aufteilung des welfischen Herzogtums Sachsen durch Friedrich I. Barbarossa ist auch der heute niedersächsische Norden des Emslandes kulturhistorisch ein Teil Westfalens. Der Niederrheinisch-Westfälische Reichskreises umfasste dann sogar Ostfriesland. Während jenes aber stets seine Eigenständigkeit wahrte, war das Gebiet des heutigen Landkreises Emsland vor der Zeit Napoleons politisch engstens mit den später preußisch gewordenen Teilen Westfalens verbunden; es gehörte bis 1803 im Wesentlichen zum Niederstift Münster, einem Teil des Hochstifts Münster, dem auch südlich des heutigen Landkreises Emsland liegenden Gebiete zugehörten. Von 1803 bis 1810 wurde der größte Teil des heutigen Landkreises Emsland dem kurzlebigen Herzogtum Arenberg-Meppen zugeordnet, von 1810 bis 1815 dem Kaiserreich Frankreich, ab 1815 dem Königreich Hannover und schließlich ab 1866 Preußen.
Die emsländischen Landkreise bildeten während der ersten beiden Jahrzehnte des Kaiserreichs zusammen mit der Grafschaft Bentheim den reichsweit bekannten „Wahlkreis Meppen“ des Zentrumsführers Ludwig Windthorst (der selbst nie im Emsland wohnte). In dieser Zeit bildete sich das Emsland zu einer auch auf Reichsebene ausgeprägten Hochburg der katholischen Zentrumspartei heraus. Die Zentrumspartei und die ihr im Landstrich dominierende nahestehende Presse bekämpften in der Weimarer Republik die NSDAP, so dass die Nationalsozialisten hier bis 1933 nur ganz wenige Ortsgruppen gründen konnten. Gerade die nördlichen Emslandkreise gehörten zu den deutschen Landkreisen mit den geringsten Stimmen für die Nationalsozialisten. Dennoch war auch hier die Zustimmung zur NSDAP teilweise beträchtlich: Bei den Reichstagswahlen im November 1932 erhielt sie beispielsweise in Lingen 18 % (reichsweit 33,1 %). Im März 1933 erhielt sie in Lingen 27,9 % (reichsweit 43,9 %).
Während der nationalsozialistischen Diktatur von 1933 bis 1945 wurden die 15 sogenannten Emslandlager errichtet: Konzentrationslager, Straflager und Kriegsgefangenenlager. Zwölf von ihnen lagen im heutigen Landkreis Emsland, die übrigen drei in benachbarten Gemeinden der Grafschaft Bentheim.
Nach dem Zweiten Weltkrieg besetzten in den Jahren 1945 bis 1947 im Rahmen des Besatzungsdienstes der britischen Armee polnische Truppen die Region. Dies waren Soldaten der polnischen Exilregierung, die vor den Nationalsozialisten und der Sowjetischen Besetzung Ostpolens im Herbst 1939 nach Großbritannien geflohen und die nach dem Krieg wegen ihrer antikommunistischen Haltung nicht in die nunmehr kommunistische Volksrepublik Polen zurückkehren konnten. Sie waren durch den Verlauf der Geschichte in eine politische Sackgasse geraten. Zahlreiche deutsche Familien wurden umgesiedelt, um für die 20.000 polnischen Soldaten und deren Familien Platz zu machen, die 1948 das Emsland schließlich wieder mehrheitlich in Richtung Kanada verließen.

## Landschaft

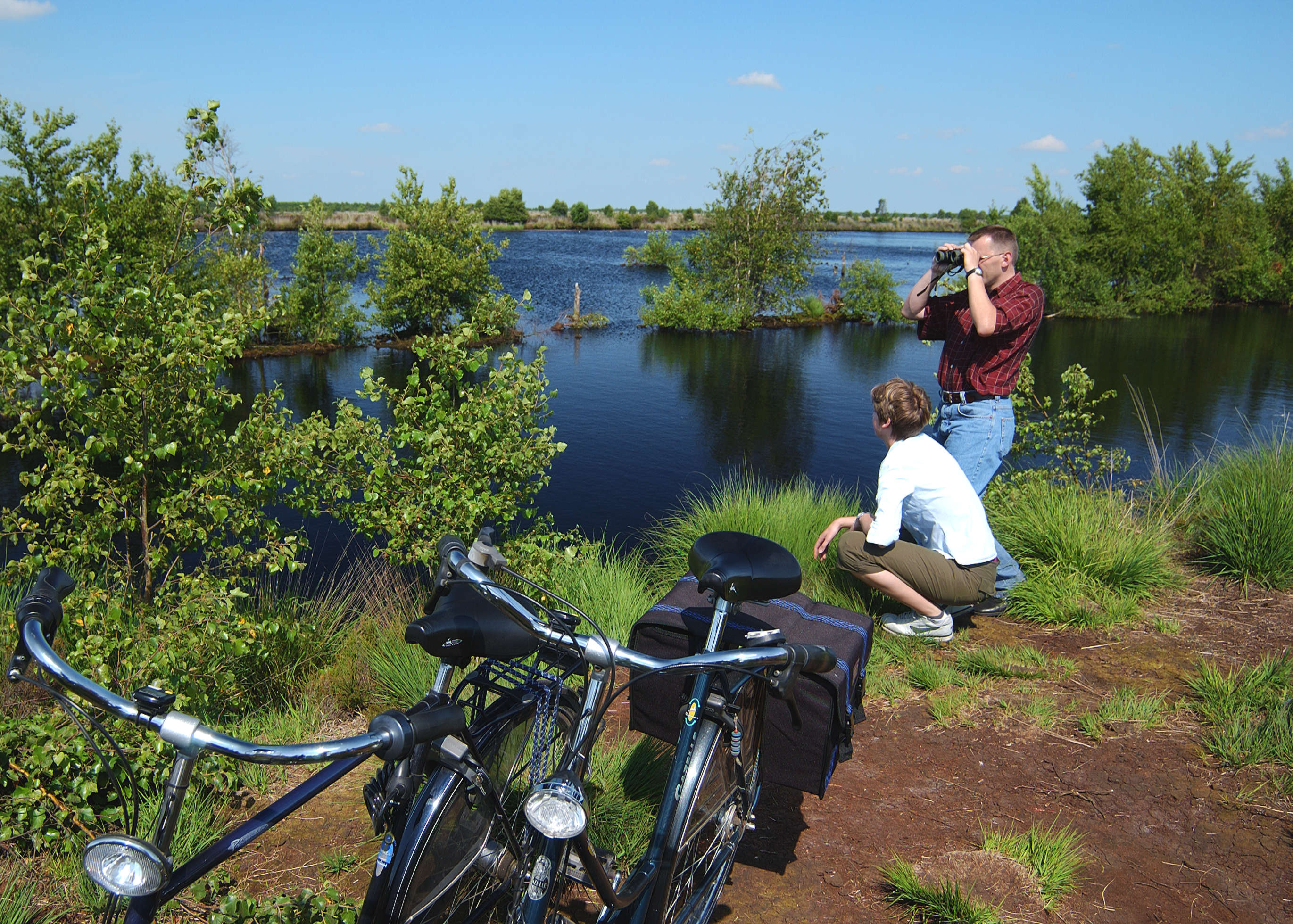
Ein Blick über das Bourtanger Moor

Bekannt ist das Emsland vor allem für seine tief gelegenen Moorgebiete, die rings um Papenburg ihre größte Ausdehnung haben. Ein Teil des westlichen Emslandes gehört zum Internationalen Naturpark Bourtanger Moor-Bargerveen.
In der Region erheben sich aber auch Geestrücken. Die beiden wichtigsten sind der Hümmling nördlich des Flusses Hase und die weniger bekannte aber etwas höhere Lingener Höhe weiter südlich. Der dritte wichtige Fluss in der Region neben Ems und Hase ist die Sater Ems, denn sie ist nach dem alten Verwaltungszentrum Sögel benannt, die in Ostfriesland Leda heißt und die bei Leer in die Ems mündet.

## Landkreise und Kommunen im Emsland
Westfälisches Emsland (Kreis Steinfurt)
Emsdetten, Greven, Rheine, Saerbeck und Steinfurt
Niedersächsisches Emsland (Landkreis Emsland)
Einheitsgemeinden:

Emsbüren, Geeste, Haren (Ems), Haselünne, Lingen (Ems), Meppen, Papenburg, Rhede (Ems), Salzbergen, Twist

Samtgemeinden:

Dörpen, Freren, Herzlake, Lathen, Lengerich, Nordhümmling, Sögel, Spelle, Werlte

## Sprache
Im Emsland wird noch häufig Plattdeutsch gesprochen. Diese Sprache ist in den größeren Städten wie Lingen, Meppen und Papenburg jedoch zunehmend vom Aussterben bedroht. Lediglich auf dem Lande ist die Sprache zumindest in der älteren und teilweise mittleren Generation noch allgemeine Umgangssprache. Allerdings zeigt eine Untersuchung von 2011, dass bei den jüngeren Schulkindern nur noch rudimentäre Sprachkenntnisse vorhanden sind.
Das Emsland liegt im Übergangsgebiet zweier großer niederdeutscher Dialektgruppen.

## Wirtschaft

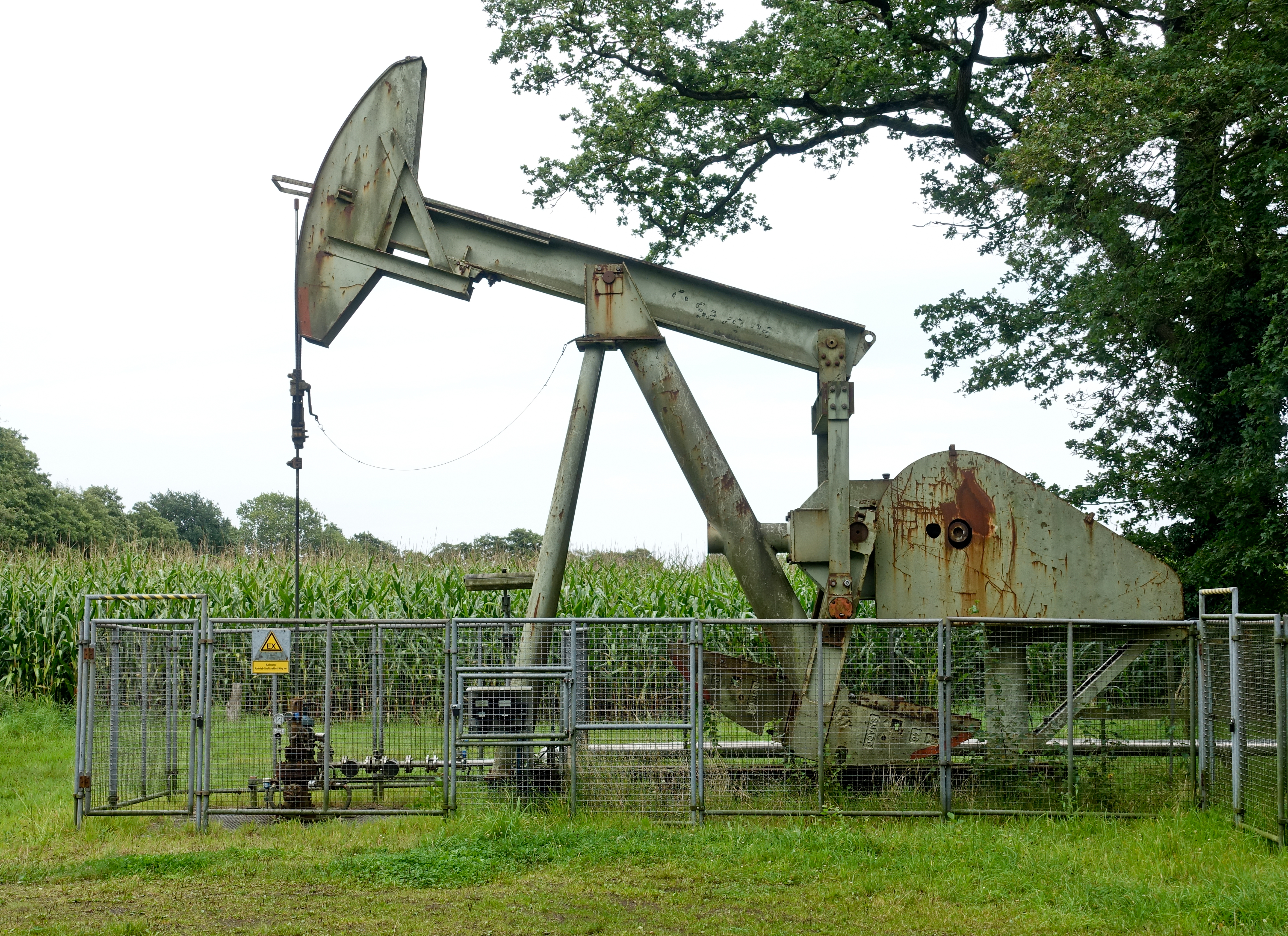
Ölförderanlage im Landkreis Grafschaft Bentheim

Das Emsland galt früher als das „Armenhaus Deutschlands“, da es außer den Mooren zum Torfabbau kaum Industrien aufzuweisen hatte. 1951 wurde von der Bundesregierung zur regionalen Wirtschaftsförderung der so genannte Emslandplan beschlossen, durch den die Infrastruktur der Region ausgebaut und neue Unternehmen angesiedelt wurden. Bestehende Unternehmen erhielten Fördermittel. Bedeutende Unternehmen und Einrichtungen sind die Meyer Werft, UPM Nordland Papier, Wavin GmbH, ANF (Advanced Nuclear Fuels) GmbH, die Pkw-Teststrecke Papenburg, das Kernkraftwerk Emsland, die Bernard Krone Holding (Landmaschinen und Nutzfahrzeuge) und seit 2012 Enercon in Haren/Emmeln. Lange waren auch der ehemalige Kruppsche Schießplatz, heute Wehrtechnische Dienststelle 91, und die Transrapid-Versuchsanlage Emsland (TVE) große Arbeitgeber. Seit Dezember 2004 ist die Bundesautobahn 31 alternativ auch Emslandautobahn und (Ost-)Friesenspieß genannt, durchgehend fertiggestellt und für den Verkehr freigegeben. Ihr Bau wurde – bisher einmalig in Deutschland – mit privaten Spendengeldern unterstützt und ermöglicht schnelle Verbindungen zwischen Nordsee und Ruhrgebiet.

## Tourismus
Das niedersächsische Emsland hat sich in den letzten Jahren, aus touristischer Sicht, von einem unbekannten Label zu einer beachteten Region entwickelt. Die „Marke“ Emsland rangierte 2009 auf Länderebene (Niedersachsen), vor dem Weserbergland und der Region Hannover sowie hinter Ostfriesland, im oberen Mittelfeld.
Die Entwicklung der Übernachtungszahlen lag in den Jahren 2005 bis 2010 deutlich über dem niedersächsischen Landesdurchschnitt: 2009 kamen 99.000 Übernachtungsgäste mehr ins Emsland als noch 2005. Die Zahl der Übernachtungen stieg im gleichen Zeitraum um 272.000. Insgesamt wurden im Jahr 2009 1.598.116 Übernachtungen bei 497.431 Ankünften verzeichnet.
2010 nahm die Zahl der Übernachtungen nochmals um 7,8 Prozent auf insgesamt 1.757.607 zu. Bei den Gästeankünften konnte ein Anstieg von 4,6 Prozent auf insgesamt 534.996 verzeichnet werden. Damit weist die Beherbergungsstatistik des Emslandes im sechsten Jahr in Folge starke Zuwächse aus.
Ein Grund für den Anstieg der Übernachtungszahlen ist im Lückenschluss der A 31 im Jahr 2004 zu sehen, die das Ruhrgebiet mit der Nordseeküste verbindet.
Der touristische Schwerpunkt liegt im Fahrradtourismus. Die Investitionen in den Ausbau der tourismusrelevanten Infrastruktur wie z. B. dem Ausbau des Radwegenetzes, das mittlerweile rund 3.000 Kilometer umfasst, haben sich mit dem deutlichen Wachstum der Übernachtungszahlen bezahlt gemacht. Die Routenvielfalt, diverse Service-Angebote wie Gepäcktransfer, kostenlose GPS-Tracks und Routenplaner dienen der Entwicklung.
Weitere Eckdaten:
- 1.100 km ausgeschildertes Reitwegenetz
- Hünenweg: 200 km langer Fernwanderweg, führt auch durch das Emsland
- Qualitätssiegel „Familienland Emsland“ für zertifizierte Betriebe und Unterkünfte

## Kunst
Das Emsland war Heimat und Wirkungsstätte des 2010 verstorbenen Künstlers Beringer Altmann, der in seinen Bildern und Graphiken vor allem die Moorlandschaften jener Gegend zum Anlass für Reflexionen über Mensch und Natur nahm.

## Sehenswürdigkeiten

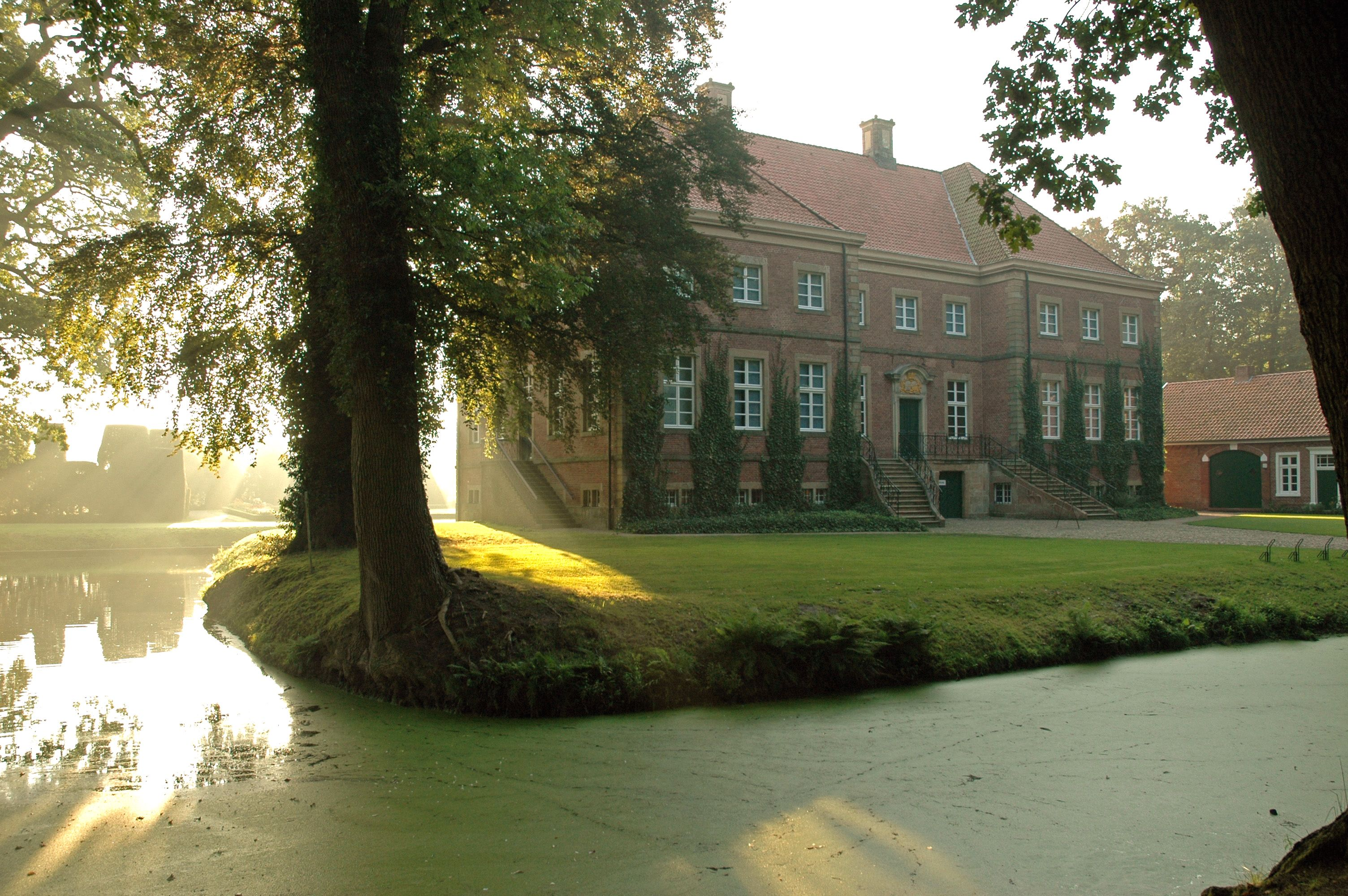
Gut Altenkamp in Aschendorf

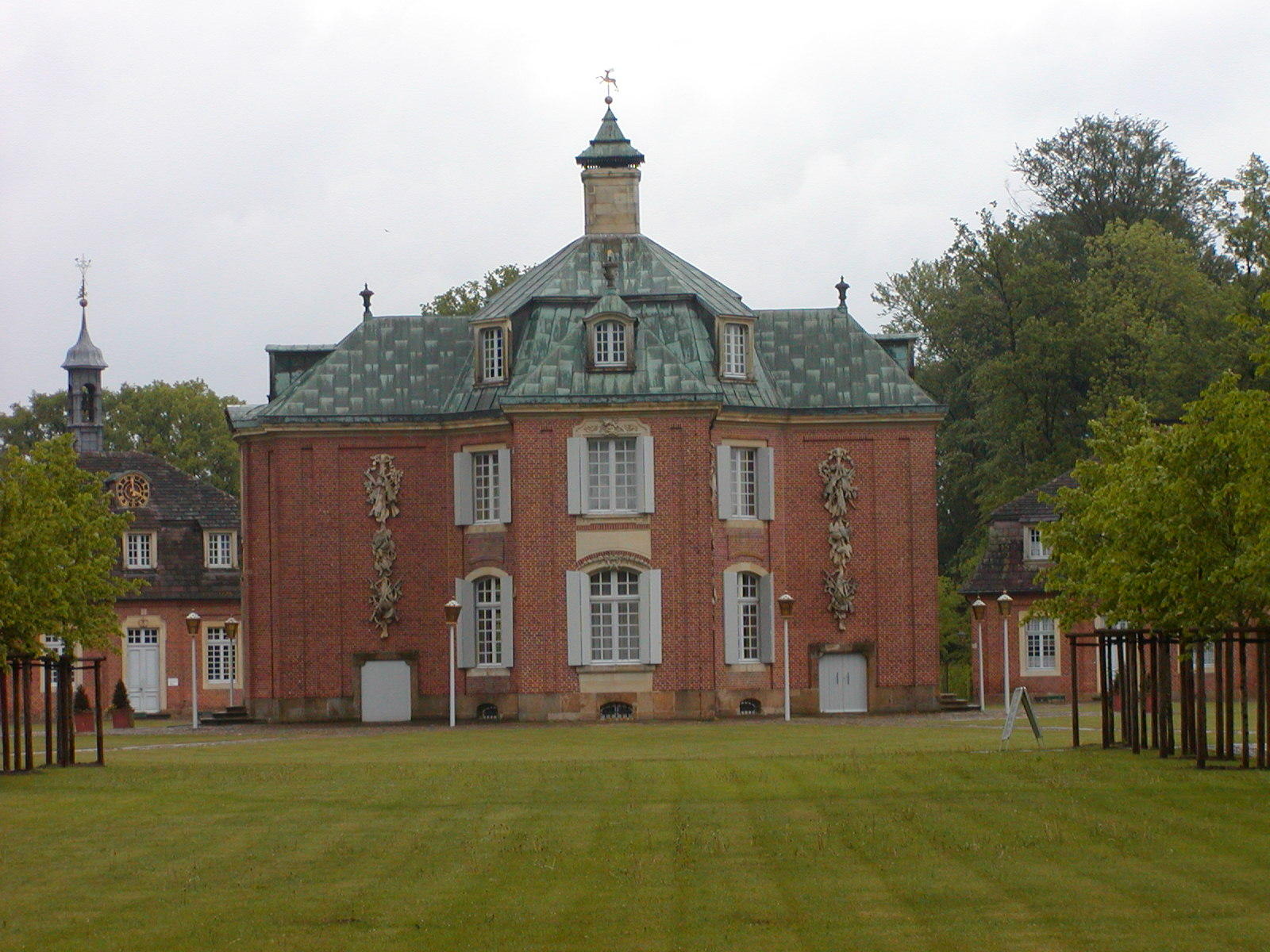
Jagdschloss Clemenswerth bei Sögel

### Bauwerke
- Brennereimuseum Berentzen in Haselünne
- Emsflower in Emsbüren
- Gut Altenkamp in Aschendorf
- Gymnasialkirche zu Meppen
- Historisches Rathaus in Meppen
- Jagdschloss Clemenswerth
- Ludmillenhof in Sögel
- Meyer Werft in Papenburg
- Hüvener Mühle
- Schloss Dankern in Haren (Ems)
- Speicherbecken Geeste
- Kloster der Thuiner Franziskanerinnen
- Großsteingrab in der Kunkenvenne bei Thuine
- Transrapid-Versuchsanlage Emsland

### Museen
- Emslandmuseum Schloss Clemenswerth in Sögel
- Gedenkstätte Esterwegen
- Landwirtschaftsmuseum Rhede (Ems)
- Erdöl-Erdgas-Museum Twist
- Emslandmuseum Lingen
- Kunsthalle Lingen
- Heimathof Emsbüren
- Freilicht- und Heimatmuseum Haselünne
- Stadtmuseum Meppen
- Emsland Moormuseum in Geeste-Groß Hesepe
- Emsland Archäologie Museum in Meppen
- Museumseisenbahn Hasetal-Express
- Von-Velen-Anlage in Papenburg
- Papenburger Zeitspeicher
- Schifffahrts-Freilicht-Museum in Papenburg
- Schifffahrtsmuseum Haren (Ems)
- Mühlenmuseum Haren (Ems)
- Papierwelt Dörpen
- Krone Museum in Spelle
- Feuerwehrmuseum Salzbergen
- Reedereimuseum im Kunsthaus in Haren (Ems)

### Naturschutzgebiete
- Internationaler Naturpark Bourtanger Moor-Bargerveen
- Naturschutzgebiet „Hahnenmoor“ in Herzlake
- Naturschutzgebiet „Speller Dose“ in Spelle
- Naturschutzgebiet „Brualer Hammrich“ in Brual

### Zeitzeugen der Geschichte
- Altstadt der Stadt Lingen
- Grabhügelfeld Männige Berge im Hümmling
- Straße der Megalithkultur (führt durch das Emsland)
- Hügelgräberheide Halle-Hesingen
- Gräberfeld am Spöllberg